# Kévin Lesellier
Kévin Lesellier (né le 9 août 1993 à Saint-Lô) est un coureur cycliste français, spécialiste de la piste.

## Biographie
Il met la compétition de côté le 23 juillet 2014 après le Circuit des Remparts de Saint-Lô, pour se consacrer à ses études.

## Palmarès sur piste

### Championnats d'Europe
- Anadia 2011
  -  Médaillé de bronze de la poursuite individuelle juniors
  -  Médaillé de bronze de la poursuite par équipes juniors

### Championnats de France
- 2009
  -  Champion de France de poursuite individuelle cadets
- 2010
  - 2e de la poursuite par équipes juniors
  - 3e de la poursuite individuelle juniors
- 2011
  -  Champion de France de poursuite individuelle juniors
  -  Champion de France de poursuite par équipes juniors (avec Marc Fournier, Alexis Gougeard, Anthony Cowley et Nicolas Castelot)
  - 2e de la course aux points juniors
- 2012
  -  Champion de France de poursuite par équipes (avec Julien Duval, Alexis Gougeard et Alexandre Lemair)
- 2013
  -  Champion de France du scratch
  - 2e de la poursuite par équipes

## Palmarès sur route
- 2010
  - 3e du Trio normand juniors
- 2011
  - Trio normand juniors (avec Marc Fournier et Émilien Raulline)
- 2013
  - 3e du Trio normand